# 毒泉之役

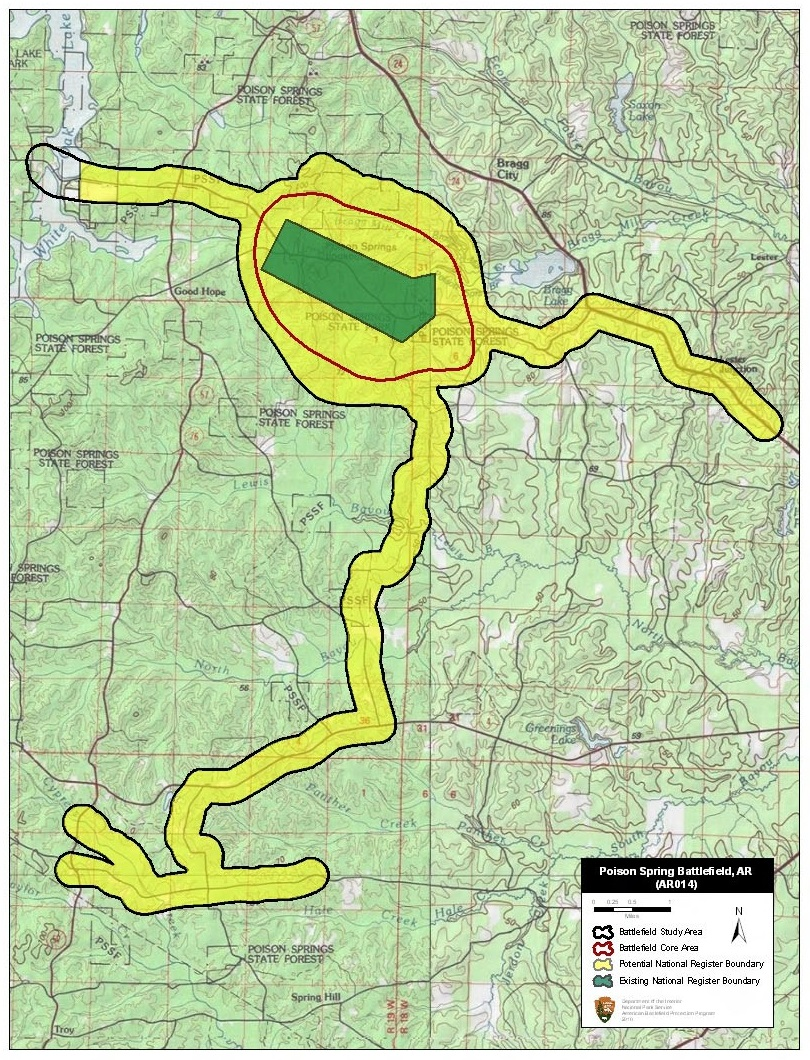
毒泉戰場地圖（由美國戰場保護計劃繪製）

毒泉之役（英語：Battle of Poison Spring），又稱毒泉大屠殺，是1864年4月18日發生於阿肯色州沃希托縣的一場戰鬥，屬於卡姆登戰役的一部分。當時弗雷德里克·斯蒂爾少將率領的北方聯邦軍為支援納撒尼爾·班克斯將軍沿紅河進攻什里夫波特的軍事行動，從小石城南下佔領了卡姆登。由於班克斯部隊在曼斯菲爾德之役與普萊森特山戰役中失利，斯蒂爾陷入孤立無援境地。因糧草短缺，斯蒂爾於4月17日派遣詹姆斯·M·威廉姆斯上校率隊外出搜尋據報儲存在白橡溪附近的5,000蒲式耳玉米。

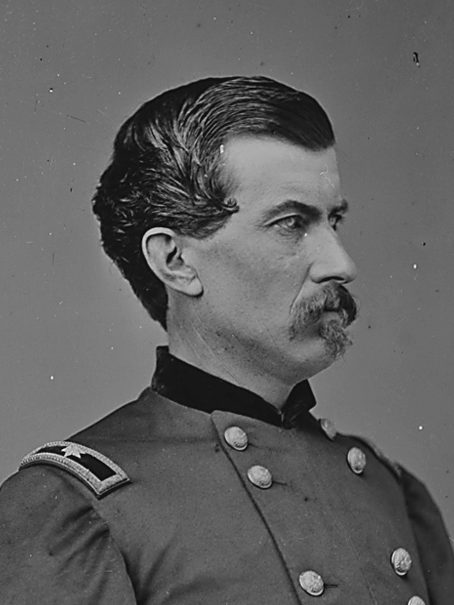
北方指揮官威廉姆斯上校

約翰·S·馬默杜克與塞繆爾·B·馬克西指揮的南方邦聯騎兵對這支補給隊發動攻擊。馬默杜克的部隊在返回卡姆登途中建立路障，而馬克西的部隊則從道路南側夾擊。雖然前兩次進攻被擊退，但第三次攻擊成功突破北方防線。威廉姆斯的部隊潰敗，損失全部貨運馬車與四門火炮。隸屬第1堪薩斯有色步兵團的非裔士兵在戰鬥中與戰後遭到系統性屠殺與肢解，此事件被認為是阿肯色州歷史上最嚴重的種族屠殺事件。毒泉之役與一周後馬克氏磨坊之役的接連失利，迫使斯蒂爾撤軍返回小石城。在4月30日的詹金斯渡口之役中，第2堪薩斯有色步兵團士兵為報復毒泉屠殺事件而殺害南方戰俘。現部分戰場遺址由毒泉戰場州立公園保護，該公園屬於卡姆登戰役國家歷史地標的一部分。

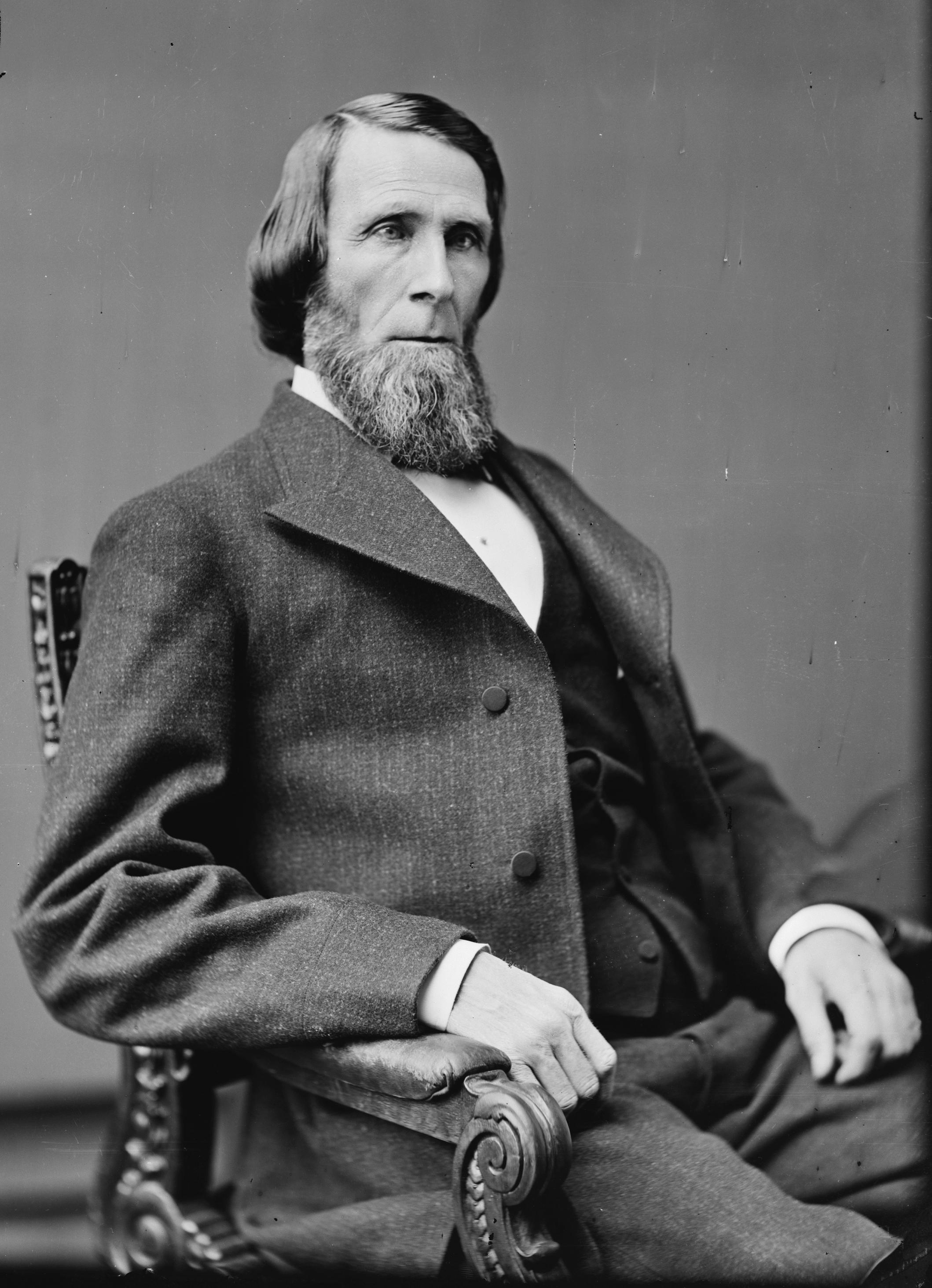
南方指揮官馬克西准將

## 背景
1864年初，南方邦聯在美國內戰中的勝算已相當渺茫，其中阿肯色州的形勢尤為嚴峻。北方聯邦軍攻佔了州首府小石城，基本控制了阿肯色河以北全境，南方政軍勢力退守至該州西南部。3月時，聯邦海軍與聯邦陸軍聯合發起沿紅河推進的紅河戰役，軍事目標為奪取路易斯安那州什里夫波特以瓦解當地南方勢力，同時兼具建立親北方州政府與奪取南方棉花資源的經濟政治目的。陸軍由納撒尼爾·班克斯少將指揮，海軍則由戴維·狄克遜·波特海軍少將統率。
為配合此行動，弗雷德里克·斯蒂爾少將奉命從小石城南下進攻什里夫波特，此即後來的卡姆登戰役。斯蒂爾曾以行軍區域道路狀況惡劣、糧食匱乏，以及游擊戰威脅與補給線過長為由提出異議。該戰役包含兩支獨立出發的北方部隊：斯蒂爾從小石城出發，而約翰·M·塞耶准將則從史密斯堡啟程。負責防禦的南方將領斯特林·普萊斯少將麾下步兵已被調往路易斯安那州對抗班克斯部隊，僅剩3,200名騎兵可用。
3月23日斯蒂爾離開小石城，29日抵達阿卡德爾菲亞。原定與塞耶部隊會師，但因後者延誤，斯蒂爾遂於4月1日繼續推進。獲知卡姆登設有防禦工事後，斯蒂爾決定佯攻南方新首府華盛頓以誘敵出城。由於補給不足，部隊僅能配給半份口糧，部分地區水源更遭游擊隊以動物屍體污染。普萊斯的騎兵持續騷擾北方行軍，其部隊確被誘離卡姆登至草原德阿恩地區，並在此獲得德克薩斯州與喬克托族騎兵旅增援。4月9日塞耶部隊與斯蒂爾會合，雙方隨後在草原德阿恩之役展開連日交火。聯軍4月12日轉向卡姆登，於15日佔領該城。

## 戰前態勢
4月8日班克斯在曼斯菲爾德之役戰敗，雖於次日普萊森特山戰役暫時抵擋南方攻勢，仍決定中止進攻。此時駐守卡姆登的斯蒂爾面臨嚴峻補給危機，人馬糧草俱缺。雖未獲官方戰報，但班克斯失利的傳聞已影響決策。糧食短缺迫使北方軍將口糧減至正常量的四分之一。普萊斯騎兵環伺卡姆登周邊，因兵力劣勢避免正面進攻，專事伏擊北方巡邏隊與補給隊。南方軍由約翰·S·馬默杜克、詹姆斯·F·費根與塞繆爾·B·馬克西三名准將指揮的三個缺編騎兵師組成，其中馬克西師約1,500人，另兩師合計3,200人。卡姆登周邊農場儲存大量玉米，雖南方軍搜尋銷毀部分存糧，仍有部分透過徵收與親北方居民流入聯邦軍手中。北方騎兵截獲南方蒸汽船「荷馬號」更奪得3,000蒲式耳玉米。當地僅餘一座蒸汽磨粉廠可運作，斯蒂爾遂於4月17日派遣第36愛荷華步兵團部分人員操作。
4月16日，斯蒂爾獲報華盛頓方向道路約15英里處存有5,000蒲式耳玉米，即命軍需官查爾斯·A·亨利上尉籌組徵糧隊，由第1堪薩斯有色步兵團指揮官詹姆斯·M·威廉姆斯上校率領。塞耶告知威廉姆斯白橡溪周邊飼料豐富。第1堪薩斯有色步兵團主要由非裔士兵組成，多數為來自阿肯色州與密蘇里州的解放奴隸。南方士兵普遍強烈仇視非裔部隊，視其為奴隸叛亂象徵，且多數不承認其適用戰爭法。南方埃德蒙·柯比·史密斯中將早前即明令軍官對「武裝黑人及其軍官格殺勿論」。此外，南方軍尤其敵視堪薩斯州部隊，因該州士兵素有掠奪破壞惡名。
4月17日凌晨，威廉姆斯率198輛貨運馬車從卡姆登出發。護衛部隊包含第1堪薩斯有色步兵團438人、第2堪薩斯騎兵團、第6堪薩斯騎兵團與第14堪薩斯騎兵團抽調的195名騎兵，以及第2印第安納獨立輕炮兵連的兩門6磅詹姆斯步槍。行軍18英里後抵達白橡溪區域，發現半數玉米已被南方軍銷毀。由於糧食分散儲存於周邊農場，威廉姆斯部隊需大範圍搜索，期間更劫掠民宅衣物等物品。4月18日返程時，徵集物資裝載於141輛馬車。當日上午，部隊在白橡溪以東4英里處與塞耶派出的接應隊會師，該隊包含第18愛荷華步兵團386人、與護衛隊同單位的95名騎兵，以及第6堪薩斯騎兵團操作的兩門12磅山榴彈炮。此時北方軍總數達1,169人，但許多人因劫掠脫隊。嚴重疲勞亦導致士兵掉隊，威廉姆斯估計實際可作戰人員最多1,000人。
南方偵察兵於4月17日上午發現北方補給隊。馬默杜克麾下科爾頓·格林上校派遣第3密蘇里騎兵團偵查，馬默杜克則向費根請求增援，後者派出威廉·L·卡貝爾准將的旅。當接應隊離開卡姆登時，南方偵察兵高估其兵力為2,500人對己方1,500人。獲知北方軍於白橡溪附近紮營後，馬默杜克擬定拂曉伏擊計劃，經普萊斯批准後部署格林、卡貝爾與費根師另一旅長威廉·A·克勞福德上校的部隊在卡姆登以西10英里處的毒泉設立路障，另派部隊於3英里外的伍德勞恩埋伏形成夾擊。普萊斯命馬克西師支援馬默杜克，因馬克西資歷較深獲任總指揮。史學家麥可·J·福賽斯認為此安排顯示普萊斯缺乏細節把控，實際作戰決策多由馬默杜克制定。

## 戰鬥經過

### 初期部署
4月18日上午，威廉姆斯持續推進部隊，以第1堪薩斯有色步兵團為前鋒，接應部隊殿後，此配置使兩支部隊保持獨立。會師不久後即遭遇南方騎兵，因接應隊途中已與南方軍發生小規模衝突，未立即引起警覺。至9時30分，馬默杜克完成阻截陣地，馬克西師則準備攻擊北方右翼。費根未參與行動，其麾下兩旅由卡貝爾統一指揮。
馬默杜克部隊向西偵察佔領一處山丘，部署休伊的阿肯色炮兵連於丘上，左翼為卡貝爾旅，右翼為克勞福德旅，格林旅作為預備隊。卡貝爾與克勞福德大多數士兵下馬作戰，其中第2阿肯色騎兵團被派往東側2英里處監視卡姆登方向。克勞福德旅獲哈里斯密蘇里炮兵連支援。此戰術成敗關鍵在於馬克西部隊能否準時投入進攻，而馬默杜克陣地亦面臨卡姆登北方援軍夾擊風險，該位置距卡姆登14英里。北方先鋒發現路障回報後，威廉姆斯命馬車隊集中於道路北側。道路邊緣茂密樹林使迂迴困難，道路南側為開闊斜坡田地通向山脊，一處溪谷可為南方進攻提供掩護。
馬默杜克設障後半小時內，北方軍持續試探交火。約10時，馬克西部隊抵達。會面後馬克西採納馬默杜克作戰計劃，命查爾斯·德莫斯上校與坦迪·沃克上校率領的兩個旅下馬沿山脊背面推進。德莫斯旅為德克薩斯人，沃克旅為喬克托族。德莫斯部隊抵達山脊頂端時遭北方炮火壓制，西移調整時迫使沃克旅同步移動造成延誤。此時南方軍獲得第14密蘇里騎兵營增援，部署於克勞福德右翼。南方軍總兵力達3,621人。
威廉姆斯初始將部隊分為東西兩線：東線為第1堪薩斯有色步兵團、兩門詹姆斯步槍及部分騎兵，沿道路部署火炮，步兵分置道路兩側，騎兵守護兩翼；西線為接應部隊。接應隊指揮官威廉·M·鄧肯上尉受命警戒右翼迂迴威脅。馬克西所屬克倫巴爾德克薩斯炮兵連因火炮難以穿越山脊植被未能及時進入陣地。馬克西部隊移動時，馬默杜克以兩炮兵連開火。合計12門火炮形成交叉火力，轟擊持續約半小時。
炮擊造成傷亡有限，北方士兵臥倒躲避。威廉姆斯察覺馬克西部隊威脅後重新部署：第1堪薩斯有色步兵團四個連與一門詹姆斯步槍繼續面東，另四個連與第二門炮轉南，餘兩連為預備隊。約100名第2與第6堪薩斯騎兵試探馬克西防線，接應部隊同時轉南。騎兵突襲被擊退後撤至第1堪薩斯有色步兵團與接應隊間防線，指揮官在此行動中負傷。

### 南方進攻
馬克西部隊發起進攻。德莫斯旅與第1堪薩斯有色步兵團在100碼內交火，面南詹姆斯步槍半數炮手傷亡。沃克對第18愛荷華步兵團攻勢較為遲緩，其旅側翼遭第6堪薩斯騎兵襲擾而停滯。馬克西進攻被擊退。馬默杜克部隊前進時，卡貝爾旅與馬克西師間出現缺口，由格林旅填補。威廉姆斯調兩預備連增援南翼。面南詹姆斯步槍因炮組傷亡後撤前發射雙倍霰彈暫阻敵軍。德莫斯與格林旅近距離壓制第1堪薩斯有色步兵團，同時卡貝爾旅擊退東方北方散兵。北方防線維持至南方軍再度撤退。
第二波進攻失敗後，威廉姆斯部隊彈藥將盡，仍期望卡姆登援軍聽到炮聲來援，但斯蒂爾未採取行動，原因不明。威廉姆斯試圖調動第18愛荷華步兵團時坐騎中彈，雖更換馬匹仍未能及時調整部署。第三波南方進攻協調更佳：德莫斯壓制第1愛荷華南翼，格林與卡貝爾向西突擊。克勞福德旅包抄第1堪薩斯有色步兵團東翼致其潰退，左翼崩潰時卡貝爾攻入左中段。南方軍驅趕第1堪薩斯有色步兵團穿越貨車陣時，大量屠殺傷兵景象致部分北方士兵恐慌逃亡。
威廉姆斯決定棄守貨車隊以保全殘部。部分第1堪薩斯有色步兵團與第18愛荷華步兵團重整防線，但潰兵與南方衝鋒使愛荷華士兵陷入混亂，僅獲炮兵支援。第18愛荷華步兵團協同殘存第1堪薩斯有色步兵團沿道路北側山脊逐次撤退。沃克旅搶劫貨車未追擊，北方軍在火炮無法通過地形處棄炮，迂迴撤向卡姆登，遭南方軍追擊2.5英里。馬默杜克欲繼續追擊被馬克西制止，後者擔心卡姆登援軍突襲分散部隊。部分北方士兵誤入戰場以東第2阿肯色騎兵團伏擊區，餘部脅迫平民引路迂迴脫離。南方軍虜獲170輛貨車（餘燬）、1,200頭騾與四門火炮，車上除糧食外尚有衣物、工具與傢俱。

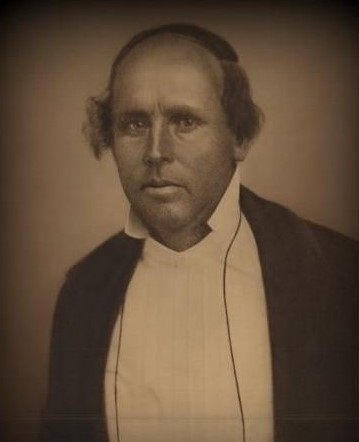
喬克托族領袖兼邦聯軍官坦迪·沃克上校

## 屠殺事件

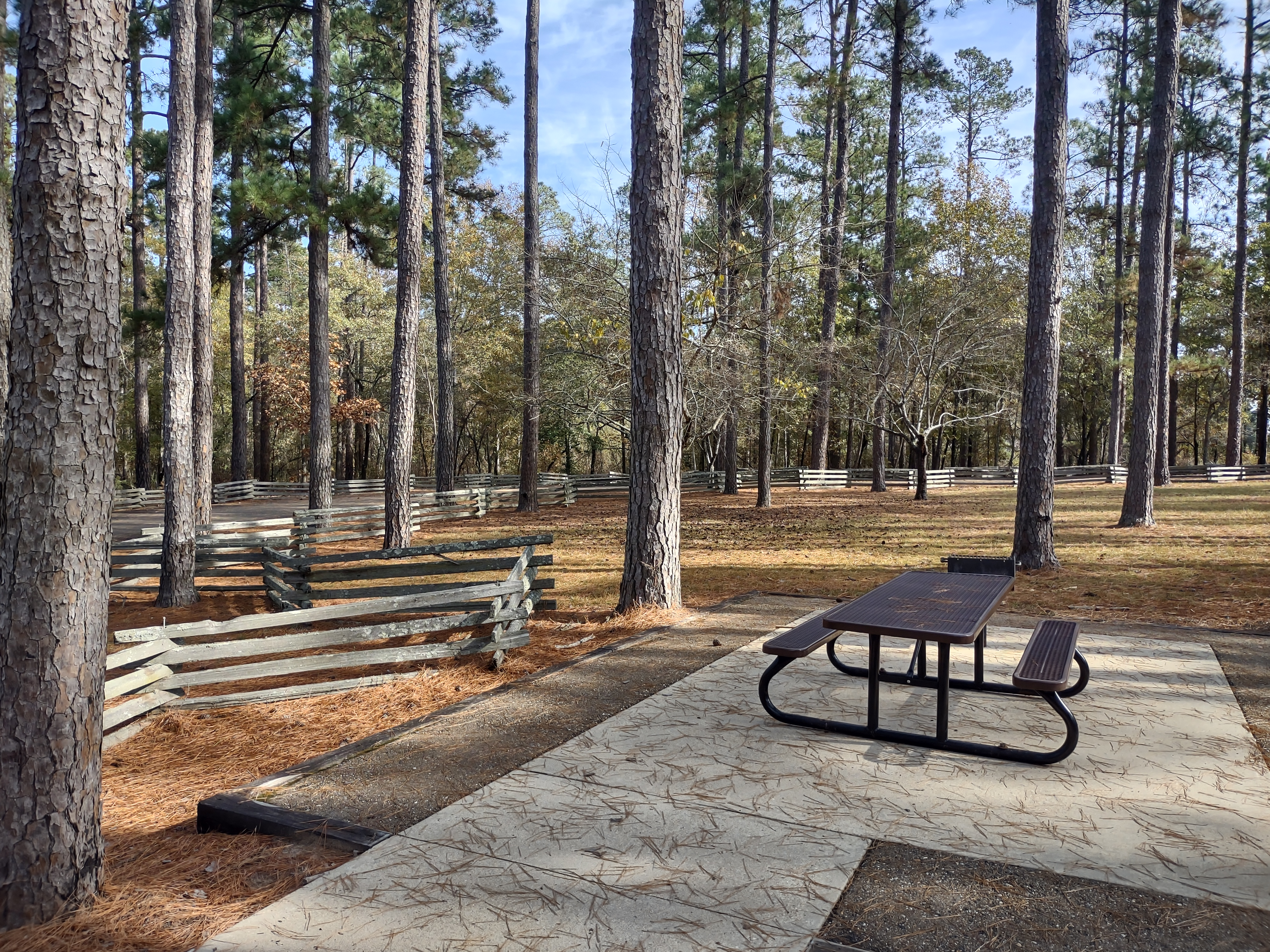
毒泉戰場州立公園現貌（2023年11月攝）

威廉姆斯部隊此戰傷亡301人，其中第1堪薩斯有色步兵團獨損182人（117死65傷），戰時部隊死亡數高於受傷數相當罕見。該團三個連軍官全數陣亡。對比南方報告損失114人（傷亡與失蹤），但記錄不全；史學家馬克·K·克里斯推測實際損失應少於145人。卡貝爾旅傷亡總數最高，但以比例計馬克西師損失更重。史學家格雷戈里·J·W·厄文描述戰後場景為「野蠻狂歡」：部分卡貝爾士兵奉命清理貨車時，竟以貨車輾壓非裔傷兵頭顱取樂。此役因此得名「毒泉大屠殺」。傷兵遭就地射殺，投降者亦被處決，馬克西士兵更以刺刀虐殺傷患。南方將領報告中隱晦提及暴行：卡貝爾寫道「敵軍死者甚眾，尤以黑人為甚」；沃克稱部下為「鄙敵之血」所激；德莫斯報告直言「我部所獲俘虜寥寥」。
沃克率領的喬克托族參與暴行最甚。傳聞喬克托族剝取死者頭皮，當地南方報紙《華盛頓電訊報》更報導喬克托族將一名北方士兵與非裔士兵合葬——後者半埋作墓碑，另一人倒插為墓腳石。數日後前往收屍的北方士兵發現三名軍官遭剝皮裸屍，面朝下被擺放在非裔死者環繞的圓圈中。部分南方人如德莫斯辯稱暴行源於對北方劫掠的憤怒，但史學家托馬斯·A·德布萊克指出此說無法解釋為何僅針對第1堪薩斯有色步兵團施暴，而未波及同隊白人單位。厄文認為主要劫掠實為白人堪薩斯騎兵所為，並稱此屠殺為「阿肯色史上最嚴重戰爭罪行」，實為南方「持續性種族威嚇政策」以控奴，非偶發暴力。史學家安妮·J·貝利補充：部分德克薩斯士兵可能為報復蜂蜜泉之役敗績；密蘇里士兵則可能因血濺堪薩斯歷史宿怨而針對堪薩斯人。
當時阿肯色州主要親南方報紙《華盛頓電訊報》盛讚將領與士兵，僅在「喬克托式幽默」標題下輕描淡寫「人體墓碑」事件。主編約翰·R·埃金後於社論宣稱「無法視武裝黑人為戰俘」且「我軍無義務接受其投降」，2005年《美國新聞學》期刊文章指其為毒泉屠殺辯解。親北方大報《史密斯堡新紀元》則詳細報導屠殺細節。

## 後續影響
4月20日，斯蒂爾部隊雖獲派恩布拉夫運來的十日份補給，但返程車隊在馬克氏磨坊之役遭伏擊全殲。傳聞此戰中南方軍再度屠殺非裔隨軍人員，厄文估計逾百人遇害。偵察兵證實班克斯戰敗後，史密斯從路易斯安那調遣三個步兵師（4月15-16日渡過紅河）圍剿斯蒂爾。斯蒂爾遂於4月26日棄守卡姆登。29日前鋒抵達薩林河詹金斯渡口，連日暴雨致河水暴漲，聯邦軍需架設浮橋緩慢渡河。
4月30日，史密斯攻擊北方後衛部隊，爆發詹金斯渡口之役。南方進攻被擊退，斯蒂爾殘部渡河脫困。第2堪薩斯有色步兵團為報復毒泉屠殺，處決拉夫納密蘇里炮兵連俘虜，並割喉戰場上的南方傷兵。該團軍官曾於毒泉戰後宣誓「只要叛軍繼續屠殺，本團不留戰俘」。九名重傷的第2堪薩斯有色步兵團員與其他傷兵被遺棄後，遭南方軍殺害。斯蒂爾殘部5月3日返回小石城。德布萊克評此戰為「阿肯色戰場上聯邦軍最慘重災難」。

## 戰場保存
戰場遺址現由毒泉戰場州立公園保護，該公園佔地84英畝，距離卡姆登12英里，屬卡姆登戰役國家歷史地標的一部分。 厄文2000年指出，當時管理公園的阿肯色州旅遊局「傾向忽視玷污這片神聖土地的黑暗歷史」。卡姆登戰役國家歷史地標（包含毒泉戰場及其他相關遺址）於1994年列入國家史蹟名錄。

## 來源
- Bailey, Anne J. . Military History of the Southwest. 1990, 20 (2): 157–168.
- Bearss, Edwin C. . Little Rock, Arkansas: Pioneer Press. 1967. OCLC 1843035.
- Christ, Mark K. . Norman, Oklahoma: University of Oklahoma Press. 2010. ISBN 978-0-8061-4433-7.
- Christ, Mark K. . . January 29, 2024  [April 21, 2024]. （原始内容存档于2025-04-28）.
- DeBlack, Thomas A. . Christ, Mark K.  (编). . Little Rock, Arkansas: August House. 2003a: 11–30. ISBN 0-87483-736-7.
- DeBlack, Thomas A. . Fayetteville, Arkansas: University of Arkansas Press. 2003b. ISBN 1-55728-740-6.
- Forsyth, Michael J. . Jefferson, North Carolina: McFarland & Company. 2003. ISBN 0-7864-1554-1.
- Johnson, Ludwell H. . Kent, Ohio: Kent State University Press. 1993 [1958]. ISBN 0-87338-486-5.
- Johnson, Ludwell H. . Kennedy, Frances H.  (编).  2nd. Boston/New York: Houghton Mifflin. 1998: 265–266. ISBN 978-0-395-74012-5.
- Kennedy, Frances H.  2nd. New York/Boston: Houghton Mifflin. 1998. ISBN 978-0-395-74012-5.
- Moneyhon, Carl H. . Christ, Mark K.  (编). . Little Rock, Arkansas: August House. 2003: 31–57. ISBN 0-87483-736-7.
- Rhodes, Sonny. . American Journalism. 2005, 22 (4): 27–45. ISSN 0882-1127. OCLC 1075937713. doi:10.1080/08821127.2005.10677979.
- Sutherland, Daniel E. . Christ, Mark K.  (编). . Fayetteville, Arkansas: University of Arkansas Press. 1994: 105–144. ISBN 1-55728-356-7.
- Urwin, Gregory J. W. . Bailey, Anne J.; Sutherland, Daniel E.  (编). . Fayetteville, Arkansas: University of Arkansas Press. 2000: 213–229. ISBN 1-55728-565-9.
- Urwin, Gregory J. W. . Christ, Mark K.  (编). . Little Rock, Arkansas: August House. 2003: 107–137. ISBN 0-87483-736-7.

## 延伸閱讀
- Richards, Ira Don. . Arkansas Historical Quarterly. 1959, 18 (4): 338–349. JSTOR 40030632. doi:10.2307/40030632.

## 外部連結
- 美國戰場保護計劃：毒泉之役 （页面存档备份，存于）
- 堪薩斯歷史協會：第1有色步兵團軍旗
- 埃金主編戰後社論 （页面存档备份，存于）（羅德斯認為此為屠殺辯解）